# Руруа, Ника
Николоз (Ника) Руруа (груз. ნიკოლოზ [ნიკა] რურუა; 17 марта 1968, Грузия — 4 декабря 2018, Тбилиси) — политический и дипломатический деятель Грузии. Член кабинета министров Грузии в должности министра культуры и спорта с 10 октября 2008 года по 25 октября 2012 года. Ранее занимал пост заместителя председателя комитета по обороне и безопасности в парламенте Грузии.

## Биография
Родился в Тбилиси в семье художника, обучался в Музыкальном училище имени Мелитона Баланчивадзе, после чего поступил в Батумский государственный университет имени Шота Руставели на телевизионную режиссуру.
В 1993 году окончил университет и присоединился к националистической военизированной организации «Мхедриони» (которая затем была распущена в 1995 году). В ее рядах Ника Руруа принимал участие в войне в Абхазии. В 1994 году продолжил обучение в США. В 1998 году стал студентом юридического колледжа государственного университета Джорджии в Атланте, который окончил в 2001 году и получил степень доктора юридических наук.
Вернувшись в Грузию начал работать в «GEPLAC» (Грузино-европейский центр политики и юридических консультаций), где возглавил проект по приведению коммерческого законодательства Грузии к нормам законодательства Европейского союза и стал выпускать ежедневную газету «24 Saati», а также устроился на работу юридическим обозревателем и редактором еженедельного дополнения к газете «The Law». В 2003 году опубликовал сборник эссе и статей «The Law of Freedom».
После «Революции роз» 2003 года Ника Руруа стал членом парламента Грузии от партии «Единое национальное движение» . Во время своего пребывания в парламенте занимал пост заместителя председателя Комитета по обороне и безопасности и был членом Юридического комитета. Также возглавлял грузинскую парламентскую делегацию в Парламентской ассамблее НАТО.
В должности заместителя главы Комитета обороны и безопасности был инициатором принятия закона о контрразведке, а также предложил принять законопроект против организованной преступности. Обе инициативы доказали свою эффективность в борьбе с организованной преступностью, её влиянием на социальную и экономическую жизнь страны, а также в ограничении деятельности враждебных спецслужб в Грузии.
В 2005 году основал Музей советской оккупации. В том же году возглавил группу парламентариев, которая привезла в Грузию останки антисоветского военачальника Кайхосро Чолокашвили .
С 2008 по 2012 год был министром культуры и спорта Грузии. Стал одним из основателей Черноморского джазового фестиваля в приморском городе Батуми и сыграл важную роль в участии Грузии во Франкфуртской книжной ярмарке 2018 года в качестве официального почетного гостя.
4 декабря 2018 года скончался в результате предполагаемого сердечного приступа в своей квартире в Тбилиси в возрасте 50 лет. После его смерти президент Грузии Георгий Маргвелашвили сказал: «Ника Руруа был очень интересным человеком на всех этапах своей жизни. Он был моим другом и очень сильным человеком».

## Награды
- Орден Вахтанга Горгасала I степени (2013)[20].